# Mejía
Mejía é um município da Venezuela localizado no estado de Sucre.
A capital do município é a cidade de San Antonio del Golfo.